# Dynastie Zhou
Cet article concerne la première dynastie Zhou, durant l'Antiquité. Pour la seconde, voir Wu Zetian (VIIe siècle apr. J.-C.), unique monarque de cette dynastie éphémère.
Cet article concerne les généralités sur la dynastie Zhou. Pour des articles détaillés sur les sous-périodes, voir Période des Zhou de l'Ouest, Période des Printemps et des Automnes et Période des Royaumes combattants.
Sauf précision contraire, les dates de cet article sont sous-entendues « avant l'ère commune », c'est-à-dire « avant Jésus-Christ ».
1045 av. J.-C. – 256 av. J.-C.
Entités précédentes :
- Dynastie Shang

Entités suivantes :
- Dynastie Qin

La dynastie Zhou (chinois : 周朝 ; pinyin : Zhōu Cháo ; Wade : Chou1 Ch'ao2 ; EFEO : Tcheou) est selon l'historiographie traditionnelle la troisième dynastie chinoise. Dirigée par des rois appartenant au clan Jī (chinois traditionnel : 姬 ; pinyin : Jī), elle prend le pouvoir au XIe siècle av. J.-C. (vers 1046 av. J.-C.), faisant suite à la dynastie Shang, et reste en place jusqu'en 256 av. J.-C., date à laquelle s'achève le règne du dernier empereur des Zhou. Elle s'éteint en 256 av. J.-C. puis son territoire est intégré au royaume de Qin en 249 av. J.-C. Cette longévité fait de la dynastie Zhou la plus longue de toutes celles qui se sont succédé ou concurrencées durant l'Histoire de la Chine.
La longue période de la dynastie Zhou ne voit en fait celle-ci exercer une domination effective sur les pays de la Plaine centrale chinoise qu'à partir du milieu du XIe siècle av. J.-C. jusqu'au début du VIIIe siècle av. J.-C. Cette période est surnommée celle des « Zhou de l'Ouest » (1046-771 av. J.-C.), en raison du fait que la capitale des empereurs de la dynastie Zhou était située à l'Ouest de la Chine. Après cette ère, la dynastie Zhou n'exerce plus qu'une forme de souveraineté symbolique face aux royaumes plus puissants qui s'affirment en Chine. Il s'agit de la période dite des « Zhou de l'Est » (771-256 av. J.-C.) en raison de l'installation de la dynastie dans une capitale orientale. Elle est elle-même subdivisée en deux sous-périodes : la période des Printemps et Automnes (771-481 av. J.-C.) et la période des Royaumes combattants (481-221 av. J.-C.).
Cette période de l’histoire chinoise correspond à ce que beaucoup considèrent comme l’apogée de la fabrication d’objets en bronze chinois. La dynastie couvre aussi la période où les caractères chinois ont presque évolué vers leur forme actuelle avec l’utilisation d’une version archaïque du style « des scribes » qui émerge au cours de la fin de la période des Royaumes combattants.
Une autre dynastie nommée Zhou exista entre 690 et 705 de notre ère, avec comme seule impératrice Wu Zetian.

## Histoire

### Origines des Zhou

#### Selon la mythologie
Selon la mythologie chinoise, la lignée des Zhou naît quand Jiang Yuan, une consort du légendaire Empereur Ku, conçoit miraculeusement un enfant, Qi « l’Abandonné », après avoir marché dans l’empreinte divine de Shangdi,. Qi devient ensuite un héros qui survit alors qu'il est abandonné trois fois par sa mère et qui améliore considérablement l’agriculture à l'époque de la semi-légendaire dynastie Xia. Ce dernier exploit lui vaut d’être nommé seigneur de Tai et de recevoir le nom de famille Ji de la part du roi Xia de son époque. Par la suite, il reçoit également le nom posthume de Houji le « seigneur Millet », qui lui est décerné par le roi Tang de la dynastie Shang. Il reçoit même des sacrifices comme Dieu des récoltes. Il faut noter que le terme Hòujì était probablement un titre héréditaire attaché à une lignée[réf. nécessaire].
Bien des années plus tard, Buzhu, le fils de Qi, aurait abandonné son poste de Maître Agraire (chinois traditionnel : 農師 ; pinyin : Nóngshī) dans les dernières années de sa vie et lui, ou son fils Ju, aurait totalement abandonné l’agriculture au profit d'un mode de vie nomade à la manière de Xirong et Rongdi,. Cependant, Gong Liu, le fils de Ju Liu, conduit son peuple vers la prospérité en rétablissant l’agriculture et en l'installant dans la ville de Bin, sur laquelle ses descendants vont régner pendant plusieurs générations.

#### Controverses sur les origines historiques
Un débat a agité l'historiographie concernant l'origine ethnique des Zhou : Huaxia ou nomades ?
Selon les partisans d'une origine ethnique Huaxia, il faut se rappeler que les Shang étaient eux-mêmes une tribu et les Xia avant eux aussi. Dans les écrits des disciples de Confucius, ce dernier ne semble aucunement considérer les Zhou comme des étrangers, les citant même très souvent comme exemple de droiture et d'intégrité. Or, Confucius vécut des siècles avant Sima Qian, et la plupart des écrits antérieurs à Qian contredisent ce dernier. De plus, certaines biographies laissées par l'auteur, dont celle de Lao Tseu, semblent douteuses. Aussi les tenants de l'origine Huaxia des Zhou considèrent que les écrits de Sima Qian sont à prendre avec une certaine réserve. Les Zhou étaient originaires du Shaanxi et ils étaient comme les Shang des vassaux des Xia. Cependant, ils se sont déplacés vers l'ouest pour échapper aux persécutions de Jie Gui,un roi Xia. Pour les pro-Huaxia, comme cette migration a eu lieu en un temps très reculé, ils pensent qu'il fut impossible pour Sima Qian d'en connaître la raison exacte et qu'il en a extrapolé que les Zhou étaient nomades. L'archéologie a cependant démontré que la vallée de la Wei a été soumise à une agriculture extensive à l'époque de son occupation par les Zhou, ce qui est contradictoire avec un mode de vie nomade. Parmi les autres éléments mis en avant, on trouve la langue, celle des Zhou étant une langue chinoise, et la pratique culturelle du nom à deux ou trois caractères. C'est là une pratique typiquement chinoise et aucun des souverains Zhou de l'histoire n'a jamais porté un nom de plus de trois caractères. Bien qu'il soit vrai qu'au niveau des noms posthumes cette pratique culturelle ne fut pas toujours respectée, le non-respect de cette tradition causa, à l'époque, une sérieuse controverse chez les Zhou.
A contrario, les tenants de l’hypothèse du peuple d'origine nomade prennent en considération le témoignage de Sima Qian. Ainsi, Christopher Beckwith les assimile à des nomades indo-européens pour trois motifs :
1. Le fondateur mythique, Houji, suit un parcours typique des mythes de l'Eurasie centrale, comme on en trouve dans la mythologie gréco-romaine, dans celle de Koguryo (Corée) et dans les mythes des Ashvins (Inde).
2. La mère de Houji était une Qiang, les pires ennemis des Shang, et les Qiang étaient non-Huaxia, peut-être tibéto-birmans, si l'on suit l'interprétation traditionnelle, et peut-être indo-européens.
3. Linguistiquement, s'il est vrai qu'il y a une continuité avec le chinois des Shang, il n'y a pas de preuves permettant de valider définitivement la thèse isolationniste[9] et les Shang auraient eux-mêmes pu subir l'influence d'une langue étrangère[10].

Entre ces deux extrêmes, on trouve les partisans de l’hypothèse « mixte » du mélange des cultures. Selon Nicholas Bodman, les Zhou semblent avoir parlé une langue pas fondamentalement différente dans le vocabulaire et la syntaxe de celle des Shang. Une étude récente de David McCraw, utilisant des statistiques lexicales, est parvenue à la même conclusion. Les Zhou ont largement imité les pratiques culturelles Shang, peut-être pour légitimer leur propre règne, et sont devenus les successeurs de la culture Shang. Dans le même temps, les Zhou peuvent également avoir été connectés aux Xirong, un groupe culturel localisé à l'ouest des territoires des Shang et que ces derniers considéraient comme des vassaux versant tributs. Selon l'historien Li Feng, le terme «Rong» durant la période des Zhou occidentaux a probablement été utilisé pour désigner des adversaires politiques et militaires plutôt que ceux qui sont considérés comme étant les «autres», d'un point de vue culturel et ethnique.
Les proto-Zhou étaient d'abord situés dans les hauts plateaux du Shaanxi-Shanxi, où ils ont absorbé des éléments de la culture de Guangshe et celle des steppes. C'est à ce stade que les légendes rejoignent la réalité, car les sources connues nous indiquent que c'est à ce moment que le roi Gong Liu déplace son peuple vers la basse vallée de la rivière Fen et vers la rive ouest du fleuve Jaune. Et c'est bel est bien après cette migration que les proto-zhou redeviennent des agriculteurs. Son fils Qing Jie, conduit les Zhou dans la haute vallée de la rivière Jing, où ils restent jusqu'à ce que Dan Fu (ou Tai Wang) les fasse déménager à nouveau dans la vallée de la rivière Wei afin d'éviter l'incursion des nomades rongdi. Au cours de cette période, les Zhou se sont mêlés au peuple Qiang, qui leur a transmis l'héritage culturel des peuples Siwa et Anguo et a formé une alliance politique avec eux. Dans toutes ces étapes, la culture avancée du bronze Shang a constamment exercé son influence sur les Zhou. La zone de Qi est la région dans laquelle toutes ces influences se concrétisent. Le contact entre les proto-Zhou, les Longshan du Shaanxi, les Qiang, les traditions des steppes du Nord, ainsi que la tradition des Shang a donné l'élan nécessaire à la lente transformation des proto-Zhou en Zhou et à leur développement.

### Déclin des Shang et ascension des Zhou
Les découvertes archéologiques récentes ont montré clairement que les derniers rois Shang ont perdu énormément de pouvoir et d'autorité sur les peuples adjacents. Les derniers rois de la dynastie Shang n'étaient plus capables de produire des objets rituels en bronze et les ont remplacés par un matériel très commun, l'argile. Cela peut signifier que les derniers rois Shang se seraient sérieusement appauvris, ou bien qu'ils auraient perdu leur filon de cuivre aux mains des peuples adjacents dont la puissance augmentait à ce moment[réf. nécessaire].
Dès le règne du roi Wu Ding, le territoire Shang se mit à rétrécir et ce malgré plusieurs campagnes militaires victorieuses. Mais c'est à partir du règne de Wu Yi que les Zhou commencèrent à s'agrandir. En effet, Danfu, un des descendants de Gong Liu, a conduit son clan de Bin à Zhou, un domaine situé dans la vallée de la rivière Wei, à proximité de l'actuel Xian de Qishan. Durant les années qui suivent cette installation, Danfu s'emploie à agrandir son nouveau domaine. Lorsqu'il décède, ce nouveau duché échappe à ses deux fils aînés, Taibo et Zhongyong, pour être transmis à un guerrier nommé Jili. Une fois Duc de Zhou, Jili annexe les territoires de plusieurs tribus Xirong. Ses succès inquiètent le roi Tai Ding qui, feignant de le récompenser, le fait assassiner. À cette date Taibo et Zhongyong sont supposés avoir déjà fui vers le delta du Yangtze, où ils établissent l’État de Wu en régnant sur les tribus locales. Puis le roi Di Xin fit emprisonner le duc Wen des Zhou, sans raison, pendant trois ans. Wen réussit à monnayer sa libération, rentre chez lui et déplace sa capitale de Zhou à Feng, une cité qui se situait à proximité de l'actuelle ville de Xi'an.
Les Zhou ont été victimes de la jalousie des rois Shang, qui s'inquiétaient de leur succès et les voyaient comme une menace potentielle contre leur autorité. Or, au lieu de se les concilier, ils se les mirent à dos et accumulèrent les erreurs politiques graves, ouvrant la voie à leur renversement. Néanmoins, si l'effondrement des Shang fut largement causé par la politique quasi systématique de vexation des souverains Zhou, leur renversement peut aussi bien s'analyser comme le prolongement des guerres d'expansion des Zhou entreprises sous le règne du roi Wu Yi[réf. nécessaire].

### Fondation de la dynastie
La dynastie Zhou remplaça celle des Shang, à la suite d'un important soulèvement des vassaux des Shang qui eut lieu soit en -1122 soit en -1046. Les vassaux des Shang, n'ayant jamais tellement prisé l'arrogance et la cruauté de ces derniers, se rallièrent autour de Ji Fa, un meneur d'hommes charismatique et futur roi Wu. Ji Fa mena des tractations secrètes pour se concilier plusieurs vassaux des Shang et leur faire changer d'allégeance. Sur un des très rares documents d'époque, on apprend en outre que Ji Fa reçut secrètement à son palais le roi de la tribu des Wei.
Ji Fa ayant rencontré ce roi, on peut raisonnablement en déduire que les troubles fomentés par les Wei dans l'Est à la suite de cette rencontre auraient fait partie d'un plan de guerre de grande envergure.
En effet, la révolte dans l'Est était suffisamment féroce pour qu'une grande partie de l'armée des Shang se mobilise et parte en expédition dans l'Est, dégarnissant ainsi les défenses d'un point stratégique important, la capitale Yin. C'est au moment où la ville se vidait du plus gros de ses troupes, que les Zhou entrent en scène. Ji Fa et son allié Jiang Ziya traversent le fleuve Jaune à la tête d'une armée de 45 000 hommes et 300 chars, puis marchent avec d'autres anciens vassaux des Shang sur Yin, affrontant le roi Di Xin des Shang à Muye Vaincu, ce dernier se suicida. Les Zhou entrèrent alors dans Yin, prenant ainsi possession de la capitale des Shang. Magnanimes, les Zhou élèvent un des membres de la famille royale des Shang au rang de duc de Song; un titre qui sera tenu par les descendants de ladite famille royale jusqu’à sa disparition. Cette pratique est connue sous le nom de Deux Rois, Trois Révérences.
Ce fut la fin de la dynastie Shang et le commencement d'une nouvelle ère, celle de la dynastie Zhou.

### Zhou de l'Ouest

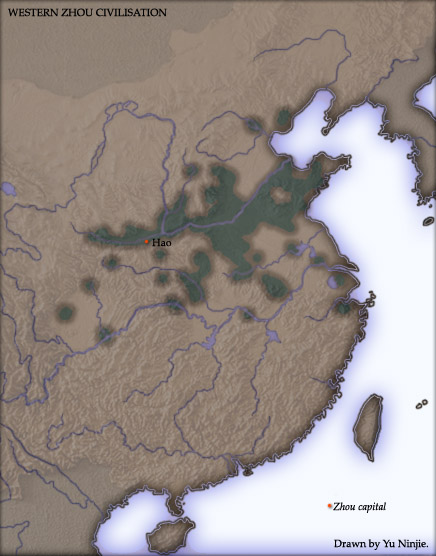
La civilisation des Zhou occidentaux.

Localisation des capitales de la dynastie Zhou.

La première période de cette dynastie, de sa fondation jusqu'à l'an 771 av. J.-C., est dite des Zhou occidentaux, ou Zhou de l'Ouest.

#### Les premiers rois
Si le Roi Wu conserve l'ancienne capitale des Shang à des fins rituelles, il en construit une nouvelle à proximité, à Hao, pour y installer son palais et son administration. Bien que la mort prématurée de Wu laisse sur le trône un héritier jeune et inexpérimenté, la nouvelle dynastie survit grâce au duc de Zhou, le frère du défunt roi, qui aide son neveu Zhou Chengwang à consolider le pouvoir royal. Plusieurs membres de la famille royale sont inquiets à cause de la montée en puissance du duc de Zhou, qui met alors tout en œuvre pour les rassurer. Cela ne suffit pas à calmer les « Trois Gardes », des princes Zhou stationnés dans la plaine orientale, qui se révoltent contre sa Régence. Ils réussissent à obtenir l’appui de plusieurs nobles, des derniers partisans des Shang et de plusieurs tribus Dongyi ; mais cela ne suffit pas pour renverser le régent et le duc de Zhou réussit à réprimer la rébellion, tout en agrandissant le Royaume de Zhou vers l’est. Pour consolider le pouvoir des Zhou sur un territoire qui vient de s'étendre considérablement, le régent met en place le système Fengjian (en) . En outre, il renforce la légitimité des Zhou en exposant la doctrine du mandat du ciel, tout en modifiant des rituels importants des Shang à Wangcheng et Chengzhou.

#### Les successeurs
La fin du règne de Cheng et celui de son successeur Kang sont un moment de stabilisation du pouvoir des Zhou. Poursuivant l’œuvre du duc de Zhou, ils créent plusieurs territoires qu’ils confient à des vassaux, qui sont soit des membres de la lignée royale, soit des alliés. Ce système décentralisé leur permet d’asseoir leur emprise sur une grande partie de la Plaine centrale. Zhao, le successeur de Kang, lance des expéditions pour étendre le territoire des Zhou. Elles se concluent par une défaite cinglante et la mort du roi lors d'une guerre contre le Chu, ce qui marque le début de l'affaiblissement de la dynastie. Mu, le nouveau roi, doit composer avec des vassaux de plus en plus puissants et une attaque lancée par un peuple de l'Est, les Huaiyi. Finalement, les Zhou perdent leurs territoires les plus à l'est, se replient sur les régions centrales du royaume et doivent renoncer à toute politique d'expansion pour se contenter de défendre ce qu'ils contrôlent encore. Mu et son successeur Gong (917/15-900) prennent acte de la situation et procèdent à plusieurs réformes militaires visant à limiter les conséquences de cet affaiblissement.
Malgré ces réformes, au fil du temps, ce système décentralisé se dégrade car les relations familiales entre les rois Zhou et les dynasties régionales se distendent au fil des générations. Les territoires périphériques voient le développement de pouvoir locaux dont le prestige est comparable à celui des Zhou. À cela se rajoutent des troubles au sein de la cour qui rendent certaines successions difficiles et des conflits à répétitions avec les peuples et royaumes voisins,.
Cette période est également celle de la « révolution rituelle » ou « réforme rituelle », c'est-à-dire une série d'évolutions des cultes et des rituels, qui aboutissent à la disparition des traditions héritées des Shang au profit de nouvelles propres aux Zhou.

#### Déclin des Zhou de l'Ouest

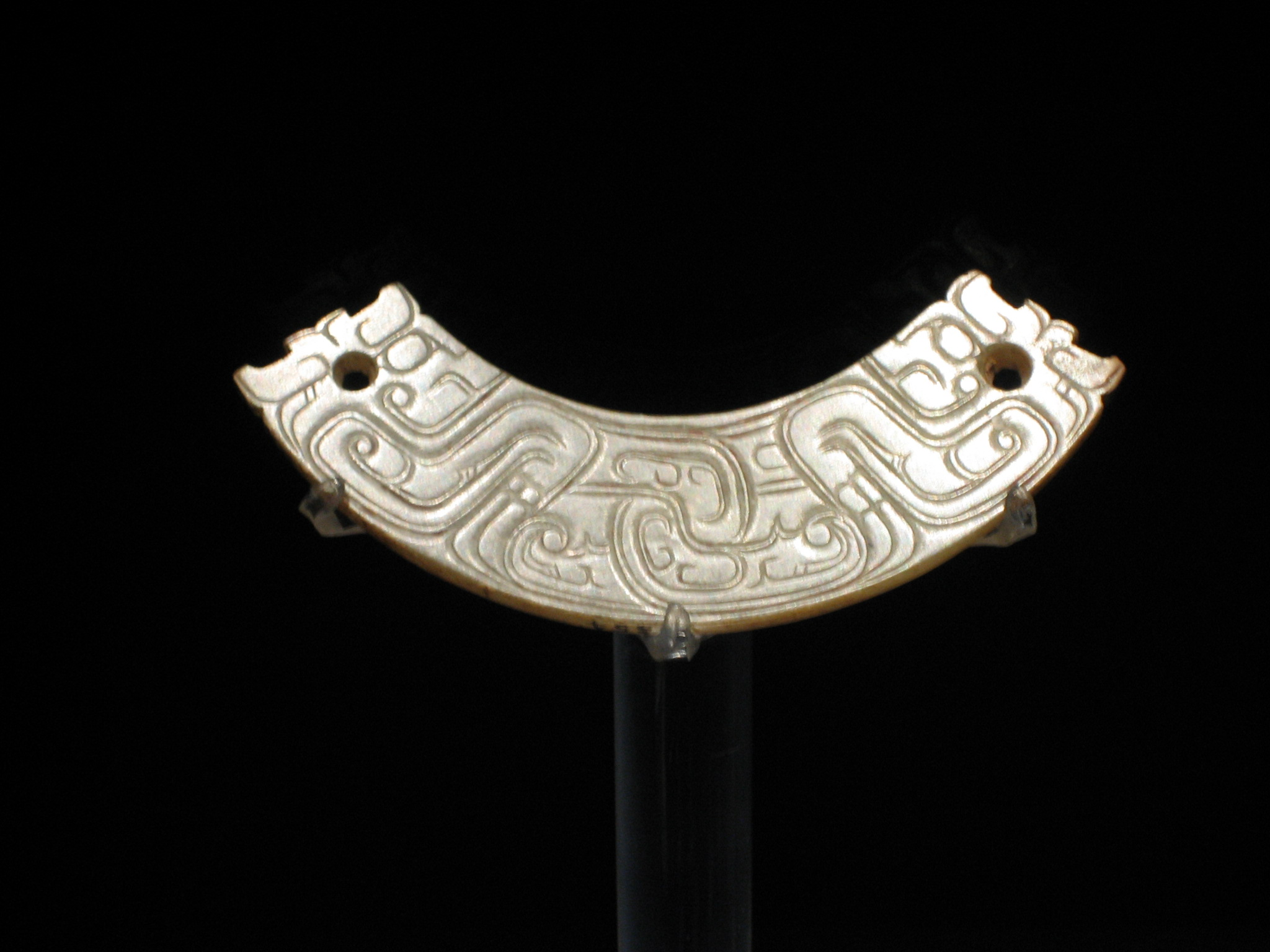
Pendentif en quart de cercle décoré d’entrelacs de dragons, milieu de l’époque des Zhou occidentaux

Le roi Li fit ce que peu d'hommes politiques ont fait : l'unanimité contre lui. Sa mauvaise gestion, son despotisme et son incompétence lui firent beaucoup d'ennemis. La moitié de son cabinet ministériel se retourna contre lui, avec la noblesse, l'armée et le reste de la population. Le mécontentement dégénéra en une révolution, qui le renversa et il fut alors destitué et exilé. Une régence fut alors instaurée pendant environ 14 ans car le fils de Li, Xuan (Zhou Xuanwang), était alors trop jeune pour régner. Celui-ci régna jusqu’en 782 av. J.-C. et lutta sans succès contre les barbares.
Son successeur, You, fut un roi malhabile. Le comte de Shen, qui avait donné sa fille en mariage au roi You, la vit se faire répudier pour une roturière. En effet, entiché d’une autre épouse, qui s’appelait Baosi, You répudia la fille du comte de Shen et exila le fils qu’il avait eu d’elle, permettant au fils de Baosi de devenir le nouvel héritier présomptif. Le comte de Shen rejoignit alors Zeng et les Quanrong avant d'attaquer et piller Hao en 771 av. J.-C. Certains savants modernes ont présumé que le sac de Hao pourrait être lié à un raid lancé par les Scythes de l’Altaï avant le début de leur expansion vers l’Ouest.
Il existe une légende donnant une version plus romancée de la chute de Hao. Selon cette légende, You était tellement épris d'amour pour Baosi, qu’il convoqua les barons de la cour et leur dit faussement que la capitale était attaquée. Les barons pris de panique accoururent de partout dans la capitale pour la défendre. Quand le roi leur annonça que c'était une plaisanterie, Baosi, qui était d'habitude triste, se mit à rire. Le roi renouvela ses frasques, et plus tard, quand les barbares envahirent réellement la capitale, personne ne le défendit.
Le Roi étant mort durant les combats, un conclave de nobles se réunit à Shen et fait du petit-fils du Marquis le nouveau roi. La capitale fut déplacée vers l’est à Wangcheng, ce qui marque la fin des « Zhou de l'Ouest »(西周, p Xī Zhōu) et le début de la dynastie des « Zhou de l'Est » (東周, p Dōng Zhōu).

### Zhou de l'Est

#### La période des Printemps et Automnes: un lent affaiblissement du pouvoir royal

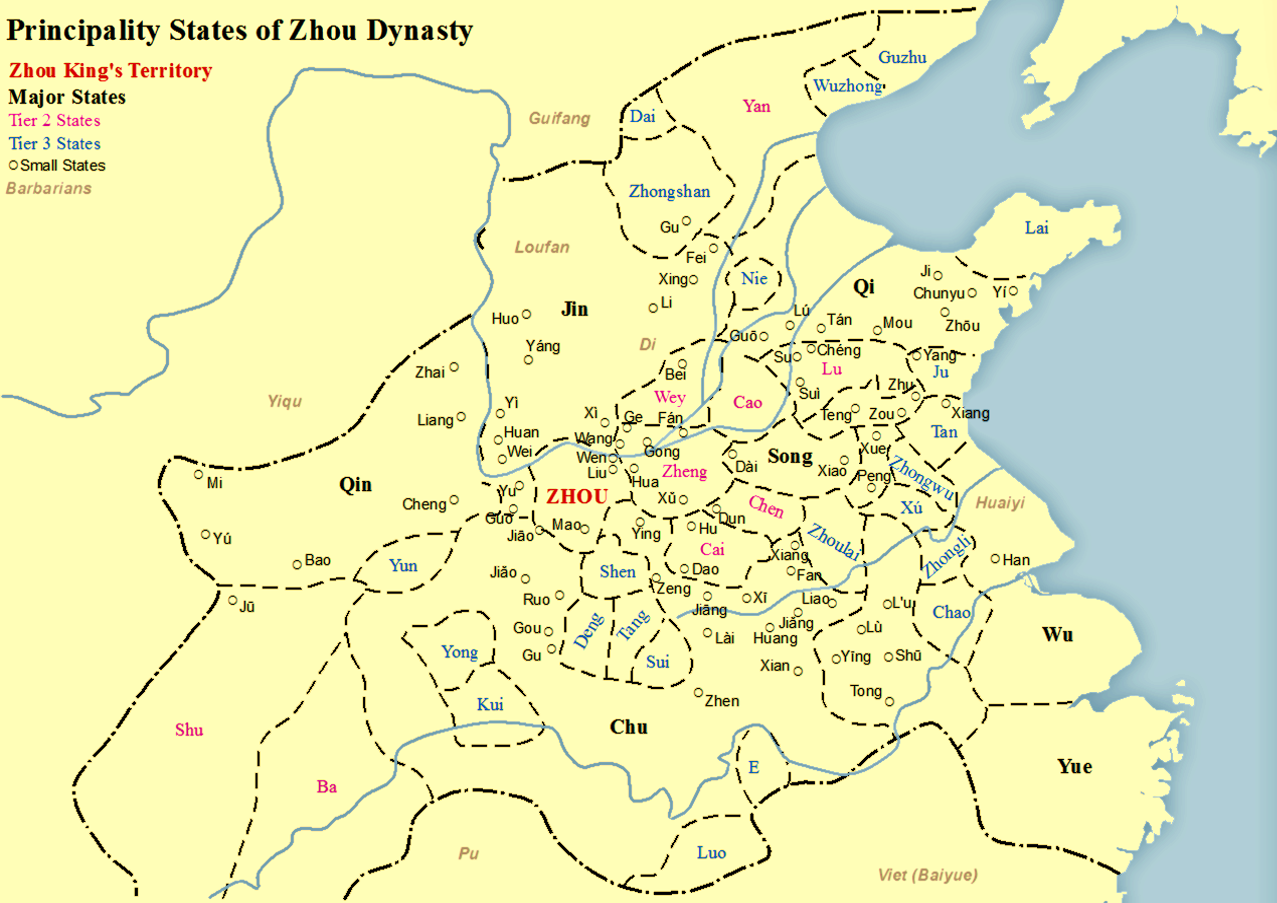
Les principaux royaumes de la période des Zhou de l'Est

Sous les Zhou de l'Est, le pouvoir royal commence à s'éroder à partir de 707 av. J.-C, après la défaite du roi Huan face au duc de Zheng. Durant les années qui suivent, les grands vassaux des Zhou commencent à s'ériger en royaumes les uns après les autres, marquant ainsi le début d'une décentralisation de fait de l'autorité royale. C'est le début de la période dite des « Printemps et Automnes », qui dure jusqu'en 481 av. J.-C. Cette tendance s'accentue sous le règne de Zhou Pingwang (771 - 721 av. J.-C), qui divise son territoire en sept provinces, chacune étant dirigée par un des alliés qui l’avaient aidé à conquérir le pouvoir. Ces nouvelles provinces sont héréditaires, ce qui signifie qu'à chaque fois qu'un de ces princes meurt, sa province est partagée entre tous ses fils. La conséquence de cette nouvelle politique est un morcellement accéléré de la Chine d'alors. Malgré cet effondrement accéléré de l'autorité royale, l'importance rituelle du roi permet aux Zhou de l'Est de continuer à exister et régner pendant plus de cinq siècles, même si leur importance devient de plus en plus symbolique.
Alors même que son pouvoir s'érode à cause de la montée en puissance de ces grands seigneurs, la dynastie Zhou est minée tout au long de son histoire par des querelles et intrigues entre les différents membres du clan qui désirent tous prendre le pouvoir. Les premières intrigues commencèrent sous le règne du roi Zhuang, le duc Heijian de Zhou ayant prévu de faire assassiner celui-ci. Par la suite, d'autres intrigues allaient affaiblir l'autorité des rois Zhou, parmi lesquelles celles qui menèrent tout droit à la crise de succession du roi Jing, mettant en scène le prince Chao, et celles qui eurent pour conséquence la mort du roi Dao. La plupart des querelles et des intrigues se soldèrent par des règlements de comptes violents. Les règnes des rois Ai et Si, notamment, se terminèrent par leurs assassinats. Les intrigues se calment avec l'avènement du roi Kao, qui divise son domaine en deux et en confie la direction à ses frères pour y mettre un terme. Mais si la Cour est enfin apaisée par cette décision, désormais le pouvoir temporel du roi est restreint à la seule capitale et ses environs immédiats, ce qui diminue encore son importance et son pouvoir réel.
Tout ceci combiné fait que les souverains ne sont plus en mesure d'exercer réellement leur autorité sur les grands seigneurs de la Plaine centrale. Les premiers à tirer parti de cette situation sont les ducs de Zheng, qui exercent la fonction de Premier ministre entre -719 et -696. Si officiellement ils combattent les vassaux récalcitrants et les Barbares au nom du roi, dans la réalité ils sont les maîtres de fait de la Cour et de la politique royale. L'incapacité des rois à mater leurs premiers ministres marque le début de la période des hégémons.

Un « hégémon » (ba) est le chef du clan le plus puissant du moment, qui confisque le pouvoir royal à son profit, sans pour autant remettre en cause la domination symbolique des Zhou. Cependant, à cause d'une situation politique instable, des alliances changeantes et de l'apparition régulière de nouvelles puissances sur l'échiquier politique, aucun clan ne réussit à exercer une hégémonie durable Ainsi, malgré leur puissance, les Zheng finissent par être vaincus par leurs rivaux, ce qui marque le début du déclin de la puissance des principautés de la Plaine centrale au profit des puissances périphériques qui vont s'emparer à tour de rôle du poste d'hégémon à partir de la première moitié du VIIe siècle. 

États principaux à la fin de la période des Printemps et Automnes, avant la chute de Wu et l'éclatement de Jin. Le tracé des frontières est discuté et approximatif.

Les premiers à s'imposer sont les ducs de Qi,qui s'emparent du pouvoir et s'adjugent l'hégémonie après être intervenus lors d'une querelle successorale. Au début, leur pouvoir incontesté leur permet de s’étendre au détriment de leurs voisins, mais la mort des ducs et une nouvelle crise de succession du trône des Zhou rebat les cartes. Après une série d'hégémons aux règnes très brefs, le duc de Jin réussit à vaincre tous ses ennemis et à s'emparer du pouvoir. L'hégémonie des ducs de Jin se heurte dès le début à l'opposition du Qin et du Chu, ce dernier étant l’ennemi le plus dangereux des nouveaux hégémons. En unifiant et ralliant à sa cause les tribus du Wu, situés à l'embouchure du Yangzi Jiang, les ducs de Jin gagnent un allié de poids, situé juste sur la frontière est du Chu. Avec l'aide de ces nouveaux alliés, les hégémons du Jin réussissent à contraindre le Chu à déposer provisoirement les armes. Cette paix relative ne dure qu'un temps, et les conflits entre les grands vassaux des Zhou reprennent et s'intensifient durant les premières décennies du VIe siècle. Les ducs de Jin doivent faire face à de multiples défis, aggravés par des rivalités internes à leur duché. Si, dans un premier temps il réussissent à garder le pouvoir et renforcer leur position dans le royaume, ils finissent par se retrouver dans l'incapacité de vaincre leurs ennemis; pendant que ces derniers sont également dans l'incapacité d'abattre les Jin. Comme plus aucun grand lignage n'est capable de s'imposer aux autres, le rôle de puissance hégémonique perd tout son sens et tout son intérêt.
Le VIe siècle voit donc s'installer un système politique où aucune puissance n'arrive à imposer son hégémonie de manière durable et où les grandes principautés s'étendent en absorbant les plus petites. Mais malgré cette montée en puissance d'une poignée de grand féodaux, à chaque fois que l'un d'entre eux semble sur le point de s'imposer, des troubles internes sapent son autorité. C'est ainsi que le Jin sombre dans la guerre civile durant les premières années du Ve siècle, après avoir été sur le point de restaurer son hégémonie. Voyant son allié faiblir, le Wu cherche à son tour à s'imposer, mais il s'épuise dans des guerres à répétition et finit annexé par le Yue en 473 av. J.-C. Malgré cette victoire, le roi de Yue se révèle incapable d'assurer durablement l'hégémonie.
Il n'y a pas de date qui fasse consensus pour marquer la fin de cette période dite « des Printemps et Automnes ». Si l'on suit l'historiographie classique, cette fin est marquée par deux événements importants :
- La partition du Jin en 453 av. J.-C entre les princes de Wei, de Zhao et de Han, qui se sont débarrassés des Ducs de Jin, leurs suzerains, à la fin de la guerre civile précédemment évoquée, consacrée par le roi Zhou en 453[40].
- La prise du pouvoir du clan Tian dans le duché de Qi en 481 av. J.-C, ledit clan ayant réussi à éliminer tous ses rivaux et réduire la famille ducale au rang d'hommes de paille[41].

Cet événement est le dernier à être mentionné dans les Annales des Printemps et Automnes, cette période est donc supposée achevée en 481 av. J.-C. Au regard des critères des historiens modernes, il s'agit plutôt d'un fait reflétant l'essor de l'aristocratie et la constitution d'un nouvel ordre étatique, qui n'aboutit qu'au siècle suivant. La période suivante du règne des Zhou de l'Est, dite période des Royaumes combattants, ne commencerait donc réellement qu'au IVe siècle avant notre ère.

#### La période des Royaumes combattants: de la Royauté à l'Empire

Localisation des principaux États de la période des Royaumes combattants au milieu du Le tracé des frontières est approximatif.

La période des Royaumes combattants s'ouvre sur un paysage politique dominé par sept ou huit grandes puissances qui reconnaissent de moins en moins l'autorité symbolique du roi Zhou. À côté de ces grandes puissances, on trouve quelques dizaines de principautés vassales qui ne sont, pour la plupart, plus en mesure de jouer un rôle politique significatif et sont vouées à être soumises voire annexées par leurs puissants voisins. À ceci, il faut rajouter un contexte de croissance des effectifs militaires et de centralisation étatique, marqué par l'émergence d’une nouvelle classe politique et souvent de nouvelles dynasties.
En 403 av. J.-C., la cour des Zhou de l'Est reconnaît Han, Zhao et Wei comme étant des États entièrement indépendants. En 344 avant J.-C., le duc Hui de Wei est le premier à revendiquer le titre de roi (chinois : wang / 王) pour lui-même. D'autres lui emboîtent rapidement le pas, ce qui marque un tournant, car, contrairement à la période précédente, ces dirigeants ne prétendent même plus être des vassaux des Zhou et se définissent comme étant à la tête de royaumes complètement indépendants. C'est ainsi que, durant les siècles suivants, toute une série d'États vont, l'un après l'autre, prendre de l'importance avant de s'effondrer chacun à leur tour, les Zhou ne jouant qu'un rôle mineur dans la plupart de ces conflits. De fait, les Zhou disparaissent de la scène politique et militaire bien avant d'être annexés par Qin, Les différents roi Zhou ne pouvant faire guère plus que jouer sur les intrigues politiques et ce qui leur reste de prestige religieux pour ne pas être envahis par leurs puissants voisins.
Pendant les troubles qui se produisent au sein du Jin et du Qi durant la fin de la période précédente, plusieurs royaumes périphériques se renforcent. Après l'annexion du Wu par le Yue en 473 av. J.-C, ce dernier ainsi que le Chu, le Qin et le Qi agrandissent leurs territoires en annexant plusieurs petites principautés. Cette expansion s’arrête assez brusquement, lorsque les trois royaumes nés des cendres du Jin s'allient sous la férule du Wei et attaquent le Qi,le Chu le Qin et le Zhongshan.
Parmi les descendants de Jin, c'est Wei qui affirme sa supériorité militaire, grâce au général Wu Qi, mais la roue tourne lorsque ce dernier se met au service du Chu après être tombé en disgrâce vers 401 av. J.-C, profitant à Chu. C'est ce dernier qui prend l'ascendant jusqu’à la mort de Qi, avant d’être alors dépassé par Qin. Se voyant marginalisé, Hui, le nouveau roi de Wei, réorganise son royaume et met en place une intense activité diplomatique pour apaiser les relations entre les principaux royaumes. Le résultat en est une période de calme relatif durant la seconde moitié du IVe siècle, période durant laquelle les monarques des grands royaumes prennent tous le titre de roi (wang). Mais, ce n'est que le calme avant la tempête, car tous mettent en place des pouvoirs plus centralisés, qui vont leur permettre de se lancer dans une escalade militaire et un accroissement des effectifs des armées à partir de la décennie 350 av. J.-C.
Le Wei est la première victime de ce changement qu'il a impulsé. Les deux défaites que ce royaume subit lors des batailles de Guiling (353 av. J.-C) et Maling (341 av. J.-C), le mettent à la merci du Qi,,. Mais la vraie menace vient de Qin qui, grâce aux réformes entreprises par le ministre Shang Yang, accroît sa puissance grâce à une militarisation extrême de la société,. Quin remporte à son tour plusieurs victoires contre Wei, avant d'imposer au roi vaincu de prendre pour premier ministre le général qui vient de le vaincre. Avec Wei hors-jeu, le sort de la Chine va se jouer en fonction du résultat du duel Qi - Qin. C'est alors que se mettent au point deux principes d'alliances opposés, dictés par la position adoptée vis-à-vis du royaume le plus puissant :
1. L'alliance verticale (hezong), dans un sens nord-sud : les royaumes situés au centre s'allient pour couper la progression de Qin à l'ouest, et, dans certains cas, celle de Qi à l'est[51].
2. L'alliance horizontale (lianheng), dans un sens ouest-est : un royaume s'allie à Qin, en général à l'instigation des diplomates de ce dernier, pour profiter de sa puissance et s'assurer d'avantages sur les autres[51].

En 316 av. J.-C, le Qin annexe Shu et Ba, deux riches royaumes du sud, puis réduit définitivement la puissance des nomades Rong du nord, afin qu'ils ne représentent plus une menace. Pendant ce temps, le Chu se renforce également en annexant Yue en 334 av. J.-C, ce qui lui permet d'étendre son territoire jusqu'à la mer à l'est. En 307 av. J.-C, un conflit successoral affaiblit Qin et Qi en profite pour s'allier avec Han et Wei contre son rival. S'ensuit un long et sanglant conflit marqué par de multiples changements d'alliances qui permettent à Qin, Qi et Chu de prendre tour à tour l'avantage. Finalement, Qi ressort terriblement affaibli des combats et en 278 av. J.-C, Qin s'empare de Ying, la capitale du Chu. Le vainqueur domine maintenant un territoire agrandi et compact, tandis que le vaincu doit abandonner toute la partie ouest de son royaume.
À ce stade, le Zhao est le seul royaume ayant les capacités militaires nécessaires pour s'opposer à Qin. Après avoir adopté la cavalerie et conquis Zhongshan vers 295 av. J.-C, le Zhao a passé cette longue période de guerre à changer de camp en fonction de l'évolution de la situation, tout en se dotant d'une armée toujours plus performante. Si le Qin remporte une victoire contre son nouvel ennemi à Huayang en 273 av. J.-C, ses offensives suivantes sont toutes repoussées. Comprenant la nécessité d'une réforme, le roi Zhaoxiang de Qin fait appel à Fan Sui, qu'il nomme premier ministre. D'une certaine manière, le nouveau ministre « complète » les réformes entreprises par Shang Yang en rabaissant le pouvoir de la noblesse, réformant l'armée et en mettant au point une stratégie militaire stable, basée sur l'utilisation au profit du Qin des alliances hezong et lianheng. La première victime de ce renouveau de puissance est le Han, qui est à la fois un allié du Zhao et le plus faible des royaumes frontaliers du Qin. La rivalité Qin/Zhao prend fin de facto en 260 av. J.-C., lorsque les premiers écrasent les seconds lors de la bataille de Changping, qui se solde par la mort de plus de 400 000 soldats du Zhao. Même si des problèmes internes au Qin, qui entraînent la mort du premier ministre et de Bai Qi, le général vainqueur de Changping, offrent un répit aux autres grands royaumes; le Zhao n'arrive pas à reconstituer sa puissance militaire. Dès lors, il n'y a plus personne pour barrer la route de Qin sur la voie de l'unification de la Chine et de l'élimination des Zhou de l'Est.

Extension approximative des royaumes combattants en 260, avant les annexions effectuées par Qin. Le tracé des frontières est approximatif.

En 256 av. J.-C, Qin s'empare de Wangcheng, la capitale des Zhou de l'Est et le roi Nan meurt lors des combats. Il y a bien un roi Hui qui est sacré après ce décès, mais il ne règne plus que sur un petit territoire-croupion, qui est définitivement annexé par Qin en 249 av. J.-C. De fait, la dynastie Zhou est morte en 256 av. J.-C, en même temps que Nan.
Il n'y a alors plus de dynastie régnant sur la Chine, même d'un point de vue symbolique, mais pour peu de temps. En 246 av. J.-C, le roi Zheng monte sur le trône du Qin, même s'il ne règne effectivement que lorsqu'il atteint l'âge adulte en 238 av. J.-C. Son règne, qui nous est connu grâce au Shiji de Sima Qian, est rythmé par les guerres et les annexions,qui s’enchaînent les unes après les autres. Zheng n'est pas seul et il peut compter sur l'aide de ses deux premiers ministres successifs, Lü Buwei, qui meurt en 237 av. J.-C, et son remplaçant, Li Si, ainsi que celle de ses généraux, dont Meng Ao, Wang Jian et Meng Tian. En 230 av. J.-C, Han, est annexé sans combats. Il est suivi en 228 av. J.-C par Zhao puis, en 226 av. J.-C par Yan, tous deux après de durs combats. En 225 av. J.-C, c'est Wei qui chute, avant Chu en 223 av. J.-C. Pour annexer ce royaume, Qin doit s'y prendre à deux fois avant de réussir. En 222 av. J.-C, les royaumes précédemment annexés sont définitivement pacifiés, par l'élimination des derniers résistants à Zhao puis à Yan. En 221 av. J.-C, Qi se rend sans combattre lorsque les troupes de Qin pénètrent dans le royaume. L'unification de la Chine est achevée, le roi Zheng de Qin devient l'empereur Qin Shi Huang et fonde la dynastie Qin (221 av. J.-C - 206 av. J.-C).

## Liste des Rois

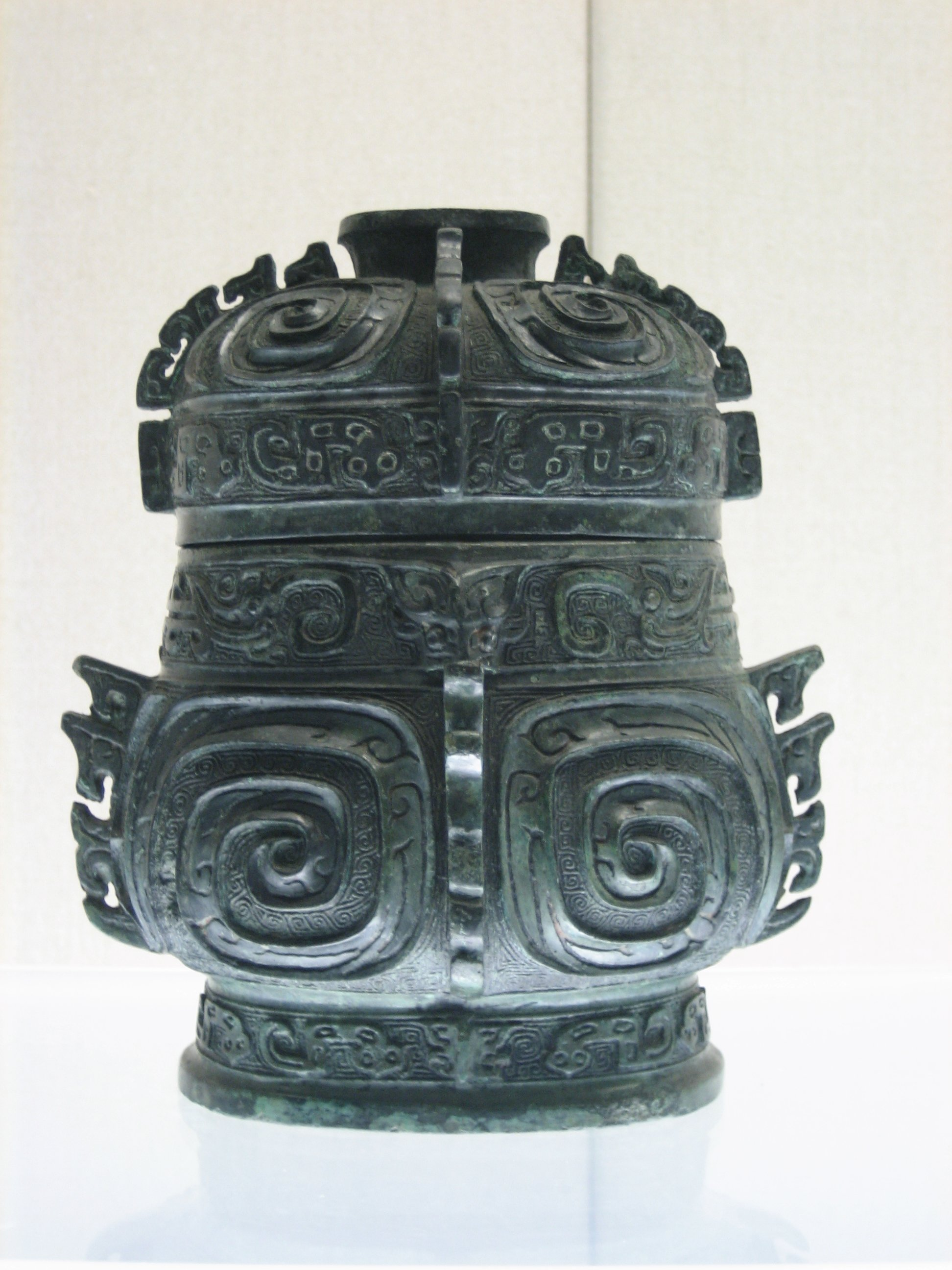
Vase qizhong hu pour conserver les boissons. Bronze, époque du règne du roi Gong, Zhou occidentaux. Shanghai Museum.

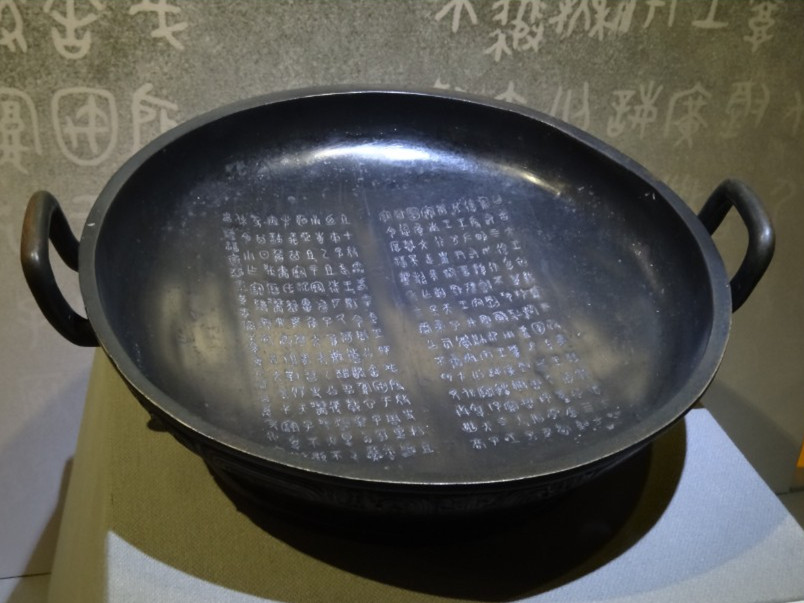
Le Shi Qiang pan, sur lequel sont gravés les exploits et hauts faits des premiers Rois Zhou,

La dynastie Zhou compta 37 rois, ou Wáng (王), titre qu'ils ont repris à la dynastie Shang. À cette liste, les Zhou ont rajouté les ancêtres directs du roi Zhou Wuwang, à savoir, Danfu, Jili et Wen, qui ont sont devenus Wáng à titre posthume, même si de leur vivant ils étaient théoriquement des vassaux des Shang
| Nom personnel    | Nom personnel    | Nom posthume (wang signifie « roi ») | Nom posthume (wang signifie « roi ») | Règne                          |
| Zhou occidentaux | Zhou occidentaux | Zhou occidentaux                     | Zhou occidentaux                     | Zhou occidentaux               |
| ---------------- | ---------------- | ------------------------------------ | ------------------------------------ | ------------------------------ |
| 姬發             | Ji Fa            | 周武王                               | Zhou Wuwang                          | 1046 av. J.-C. –1043 av. J.-C. |
| 姬誦             | Ji Song          | 周成王                               | Zhou Chengwang                       | 1042 av. J.-C. –1021 av. J.-C. |
| 姬釗             | Ji Zhao          | 周康王                               | Zhou Kangwang                        | 1020 av. J.-C. –996 av. J.-C.  |
| 姬瑕             | Ji Xia           | 周昭王                               | Zhou Zhaowang                        | 996 av. J.-C. –957 av. J.-C.   |
| 姬滿             | Ji Man           | 周穆王                               | Zhou Muwang                          | 957 av. J.-C. –921 av. J.-C.   |
| 姬繄扈           | Ji Yihu          | 周共王                               | Zhou Gongwang                        | 921 av. J.-C. –909 av. J.-C.   |
| 姬囏             | Ji Jian          | 周懿王                               | Zhou Yiwang                          | 909 av. J.-C. –884 av. J.-C.   |
| 姬辟方           | Ji Pifang        | 周孝王                               | Zhou Xiaowang                        | 884 av. J.-C. –875 av. J.-C.   |
| 姬燮             | Ji Xie           | 周夷王                               | Zhou Yiwang                          | 875 av. J.-C. –864 av. J.-C.   |
| 姬胡             | Ji Hu            | 周厲王                               | Zhou Liwang                          | 864 av. J.-C. –841 av. J.-C.   |
|                  |                  | 共和                                 | Régence de Gonghe                    | 841 av. J.-C. –827 av. J.-C.   |
| 姬靜             | Ji Jing          | 周宣王                               | Zhou Xuanwang                        | 827 av. J.-C. –781 av. J.-C.   |
| 姬宮湦           | Ji Gongsheng     | 周幽王                               | Zhou Youwang                         | 781 av. J.-C. –771 av. J.-C.   |
| Zhou orientaux   |                  |                                      |                                      |                                |
| 姬宜臼           | Ji Yijiu         | 周平王                               | Zhou Pingwang                        | 771 av. J.-C. –720 av. J.-C.   |
| 姬林             | Ji Lin           | 周桓王                               | Zhou Huanwang                        | 720 av. J.-C. –697 av. J.-C.   |
| 姬佗             | Ji Tuo           | 周莊王                               | Zhou Zhuangwang                      | 697 av. J.-C. –682 av. J.-C.   |
| 姬胡齊           | Ji Huqi          | 周釐王 ou 周僖王                     | Zhou Xiwang                          | 682 av. J.-C. –677 av. J.-C.   |
| 姬閬             | Ji Lang          | 周惠王                               | Zhou Huiwang                         | 677 av. J.-C. –652 av. J.-C.   |
| 姬鄭             | Ji Zheng         | 周襄王                               | Zhou Xiangwang                       | 652 av. J.-C. –619 av. J.-C.   |
| 姬壬臣           | Ji Renchen       | 周頃王                               | Zhou Qingwang                        | 619 av. J.-C. –613 av. J.-C.   |
| 姬班             | Ji Ban           | 周匡王                               | Zhou Kuangwang                       | 612 av. J.-C. –607 av. J.-C.   |
| 姬瑜             | Ji Yu            | 周定王                               | Zhou Dingwang                        | 607 av. J.-C. –586 av. J.-C.   |
| 姬夷             | Ji Yi            | 周簡王                               | Zhou Jianwang                        | 586 av. J.-C. –572 av. J.-C.   |
| 姬泄心           | Ji Xiexin        | 周靈王                               | Zhou Lingwang                        | 572 av. J.-C. –545 av. J.-C.   |
| 姬貴             | Ji Gui           | 周景王                               | Zhou Jingwang                        | 545 av. J.-C. –521 av. J.-C.   |
| 姬猛             | Ji Meng          | 周悼王                               | Zhou Daowang                         | 520 av. J.-C.                  |
| 姬丐             | Ji Gai           | 周敬王                               | Zhou Jingwang                        | 520 av. J.-C. –476 av. J.-C.   |
| 姬仁             | Ji Ren           | 周元王                               | Zhou Yuanwang                        | 476 av. J.-C. –469 av. J.-C.   |
| 姬介             | Ji Jie           | 周貞定王                             | Zhou Zhendingwang                    | 469 av. J.-C. –441 av. J.-C.   |
| 姬去病           | Ji Qubing        | 周哀王                               | Zhou Aiwang                          | 441 av. J.-C.                  |
| 姬叔             | Ji Shu           | 周思王                               | Zhou Siwang                          | 441 av. J.-C.                  |
| 姬嵬             | Ji Wei           | 周考王                               | Zhou Kaowang                         | 440 av. J.-C. –426 av. J.-C.   |
| 姬午             | Ji Wu            | 周威烈王                             | Zhou Weiliewang                      | 426 av. J.-C. –402 av. J.-C.   |
| 姬驕             | Ji Jiao          | 周安王                               | Zhou Anwang                          | 402 av. J.-C. –376 av. J.-C.   |
| 姬喜             | Ji Xi            | 周烈王                               | Zhou Liewang                         | 376 av. J.-C. –369 av. J.-C.   |
| 姬扁             | Ji Bian          | 周顯王                               | Zhou Xianwang                        | 369 av. J.-C. –321 av. J.-C.   |
| 姬定             | Ji Ding          | 周慎靚王                             | Zhou Shenjingwang                    | 321 av. J.-C. –315 av. J.-C.   |
| 姬延             | Ji Yan           | 周赧王                               | Zhou Nanwang                         | 315 av. J.-C. –256 av. J.-C.   |

Après la prise de Chengzhou par les troupes Qin en 256 av. J.-C, les nobles du clan Ji ont proclamé le Duc Hui de Zhou Oriental successeur du Roi Nanwang. Ji Zhao, un des fils de Nanwang, a résisté aux Qin pendant cinq ans, jusqu'à la chute du duché en 249 av. J.-C. Les membres survivants du clan Ji ont dirigé Yan et Wei jusqu'en 209 av. J.-C.

## Arts

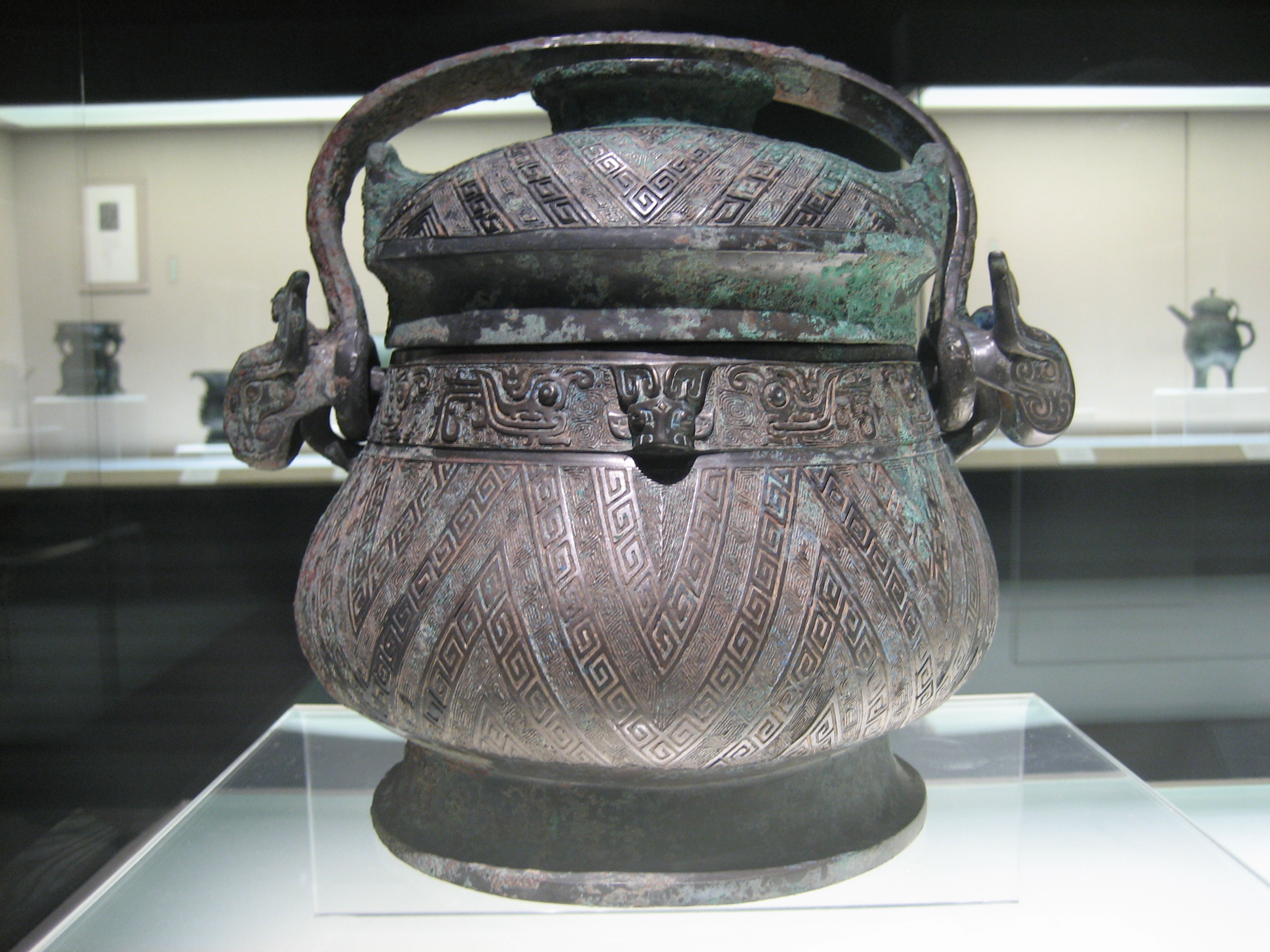
Marmite avec motifs en chevrons, Zhou de l'ouest, Musée de Shanghai
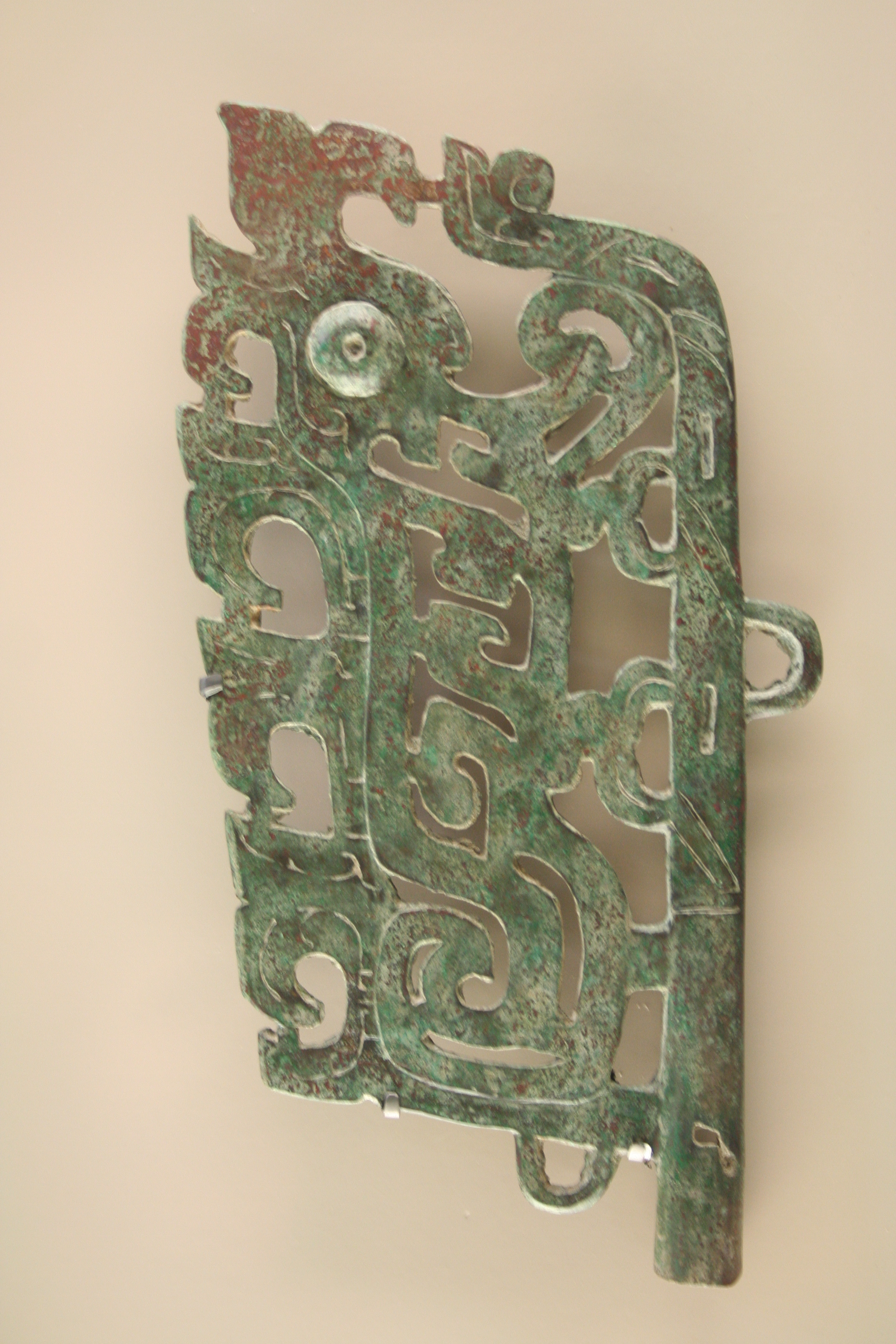
Hampe. 2e moitié du XIe – Xe siècle av. J.-C., Dynastie des Zhou de l’Ouest (vers 1050 – 771 av. J.-C.). Bronze. H : 27 cm L : 14 cm M.C. 9870[N 1]. Musée Cernuschi
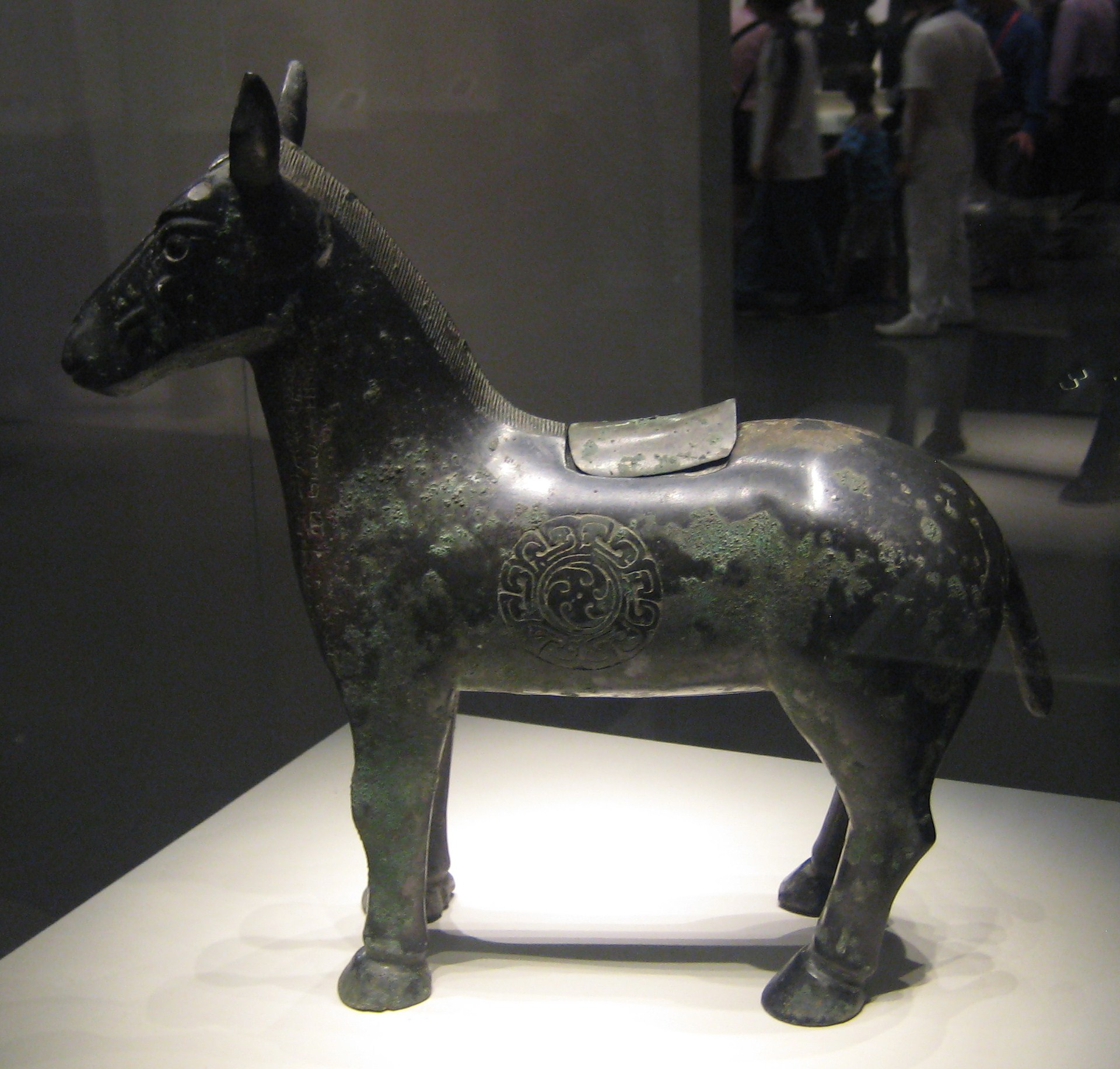
Verseuse à vin en forme d'ânon. Xe siècle av. J.-C. Bronze. Pièce découverte à Licun, Meixian, Shaanxi en 1955. National Museum of China, Beijing
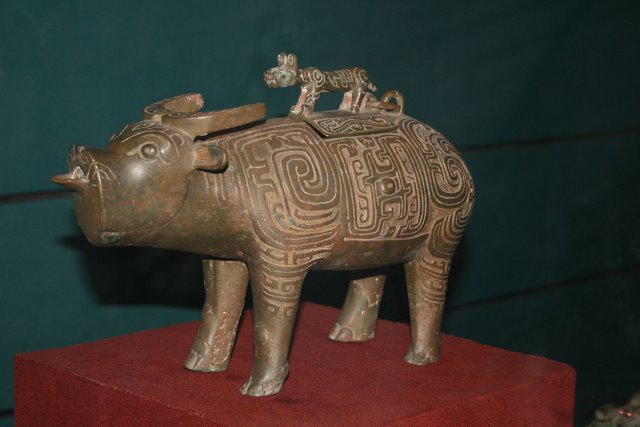
Vase zun en forme de bovidé surmonté d'un tigre. Shanxi. Bronze, H 24 cm, L 38 cm. Printemps et Automnes, VIe siècle av.n.e. Shaanxi Provincial Museum. Xi'an
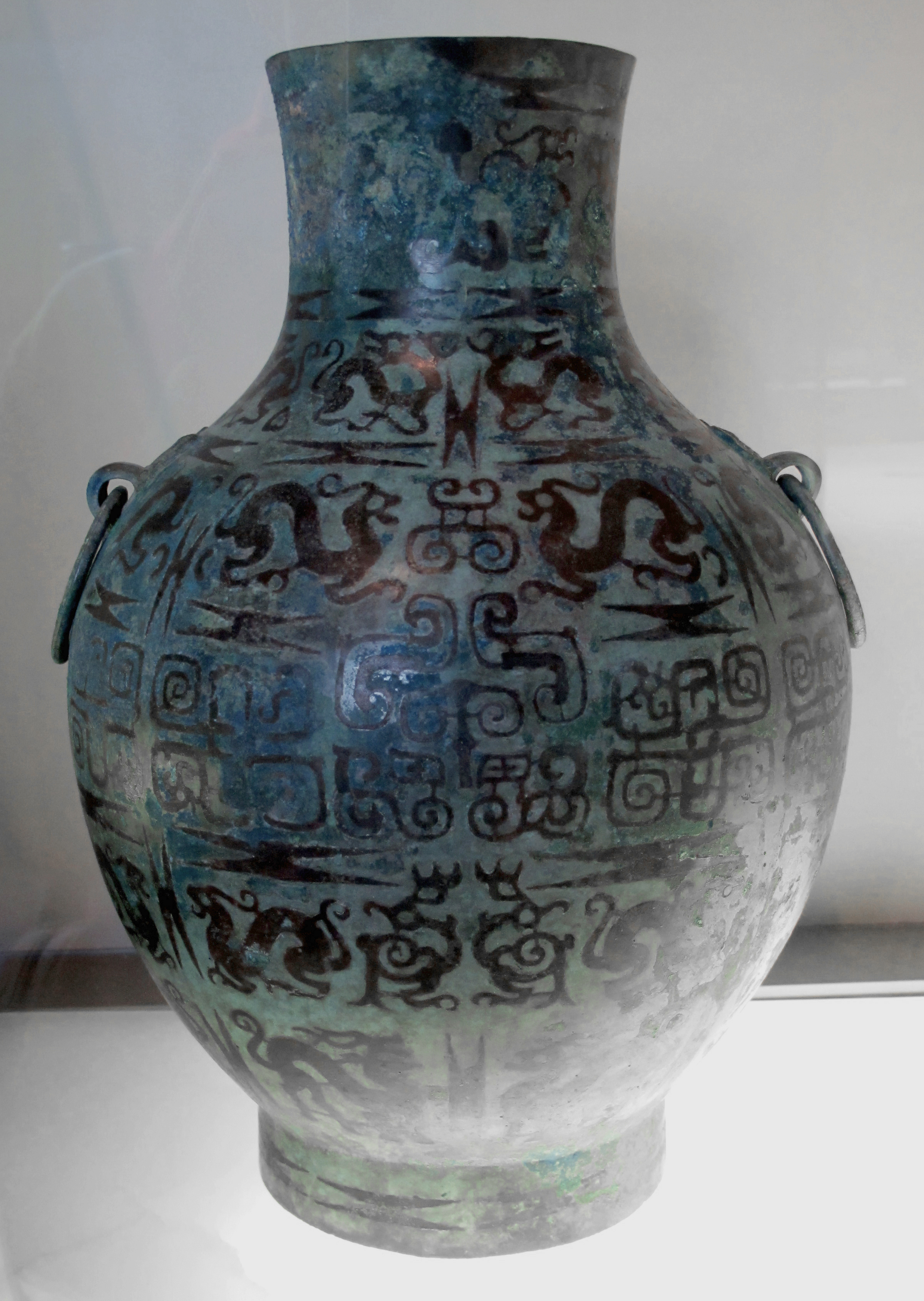
Vase hu pour conserver les boissons fermentées. Bronze avec incrustation de cuivre, scènes narratives. H. : 39,8 cm. Ve siècle av. J.-C. Début de l'époque des Royaumes Combattants. M.C. 2003-2 Musée Cernuschi.
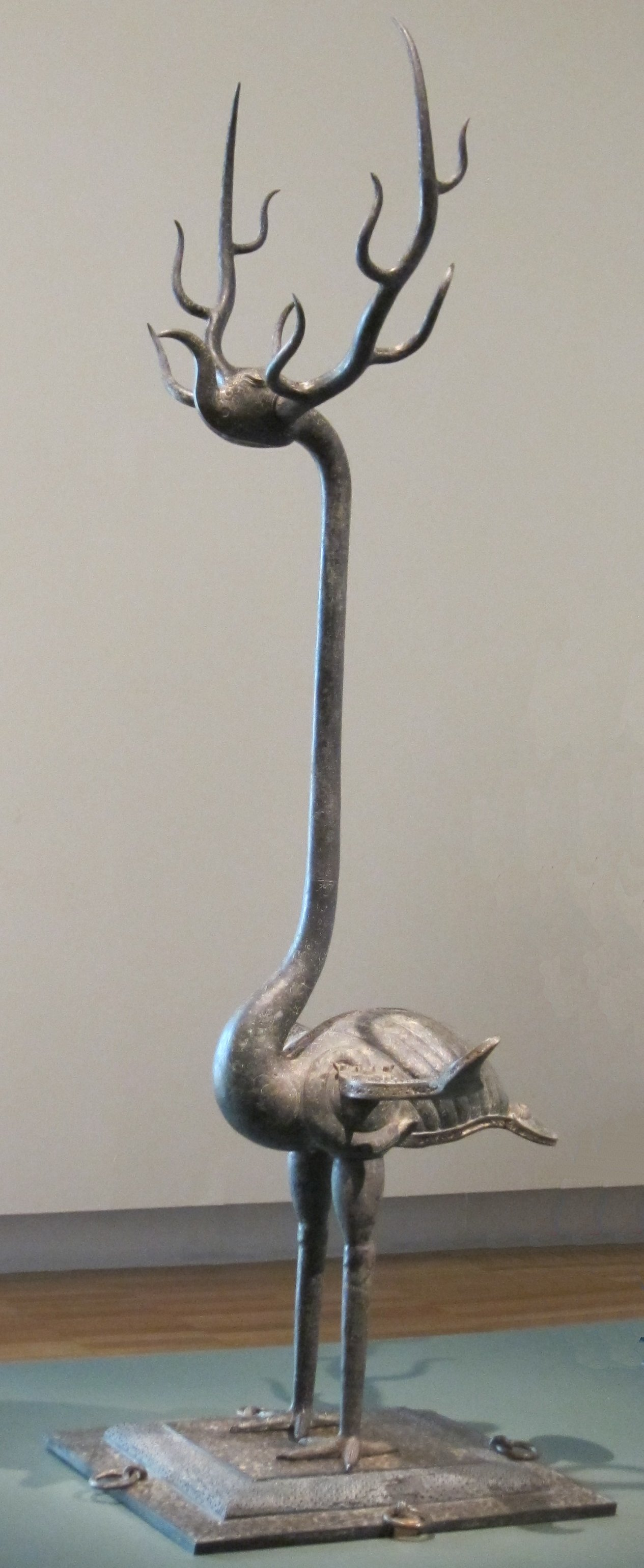
Grue portant des bois de cerfs, zhenmushou protecteur des tombes. Bronze. Tombe du marquis Yi de Zeng Hubei. Période des Royaumes combattants.
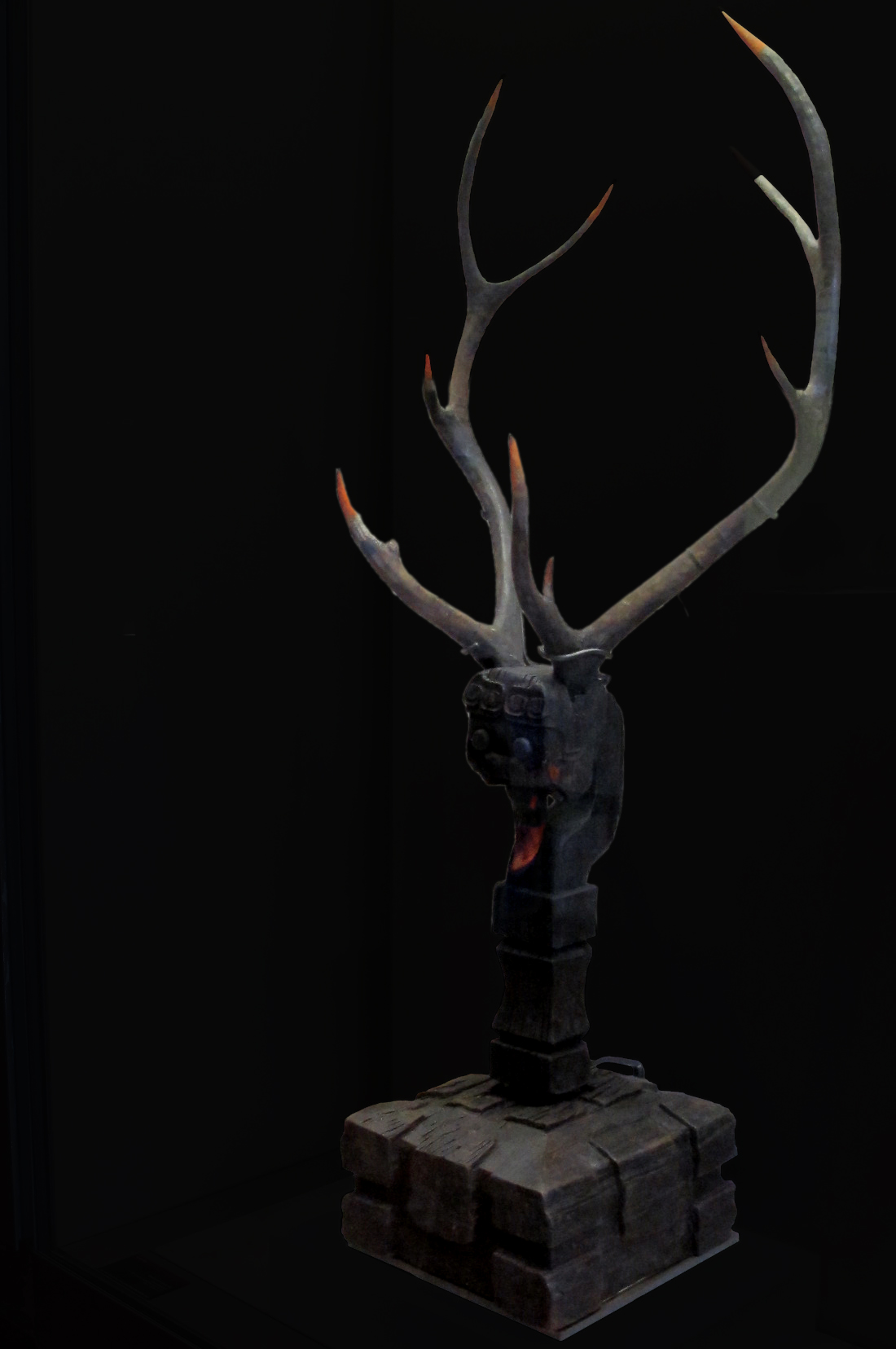
Un zhenmushou, protecteur des tombes. Andouiller[N 2] (cornes de cerf), bois peint et laqué, H : 126 cm. Ve - IIIe siècle av. J.-C. Ancien royaume de Chu (Xe siècle av. J.-C. - 223 av. J.-C.) Zhou orientaux, époque des Royaumes Combattants. Musée Cernuschi
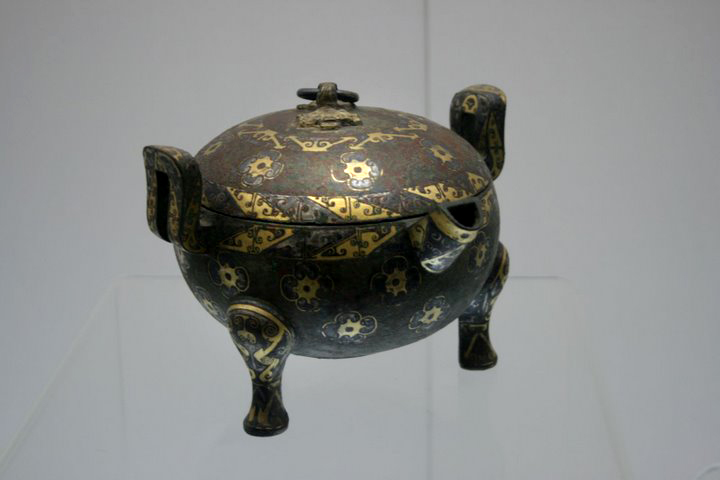
Vase ding. Bronze incrusté d'or et d'argent. Zhou orientaux, époque des Royaumes Combattants. Birmingham Museum of Art
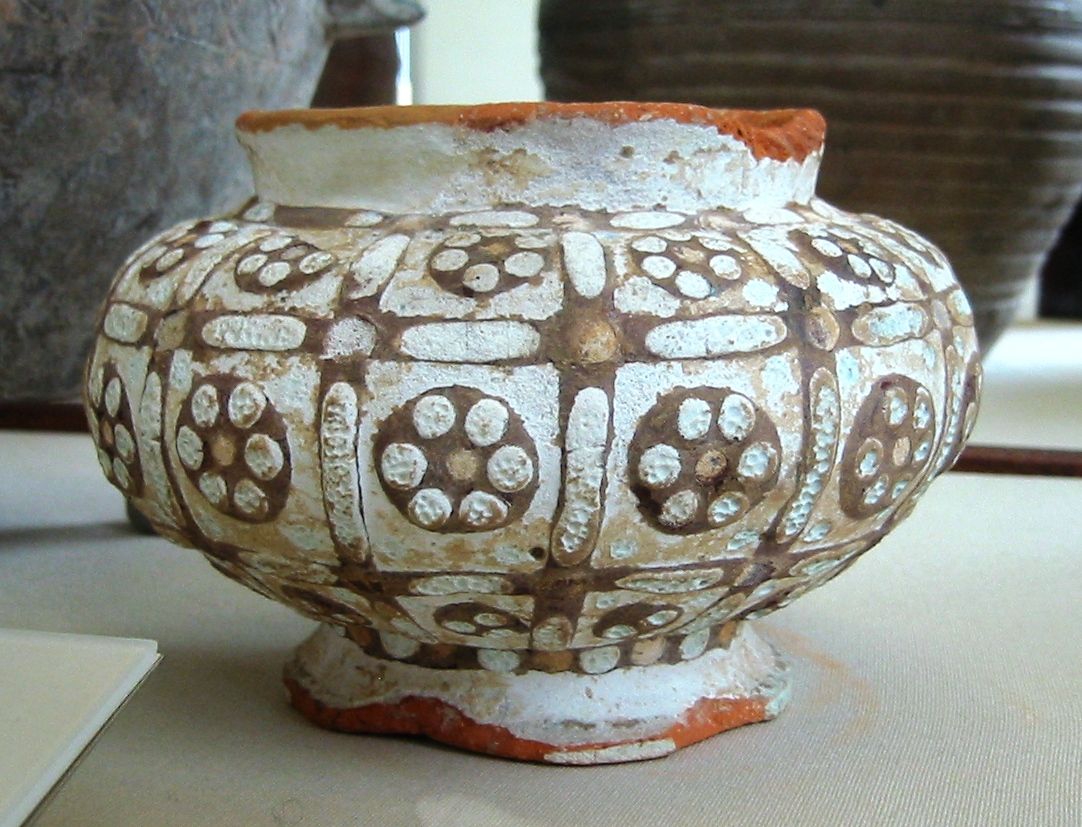
Vase de faïence rouge décoré au badigeon et incrusté de pâte de verre, de l’époque Zhou (IVe - IIIe siècle av. J.-C.), British Museum

## Héritages des Zhou

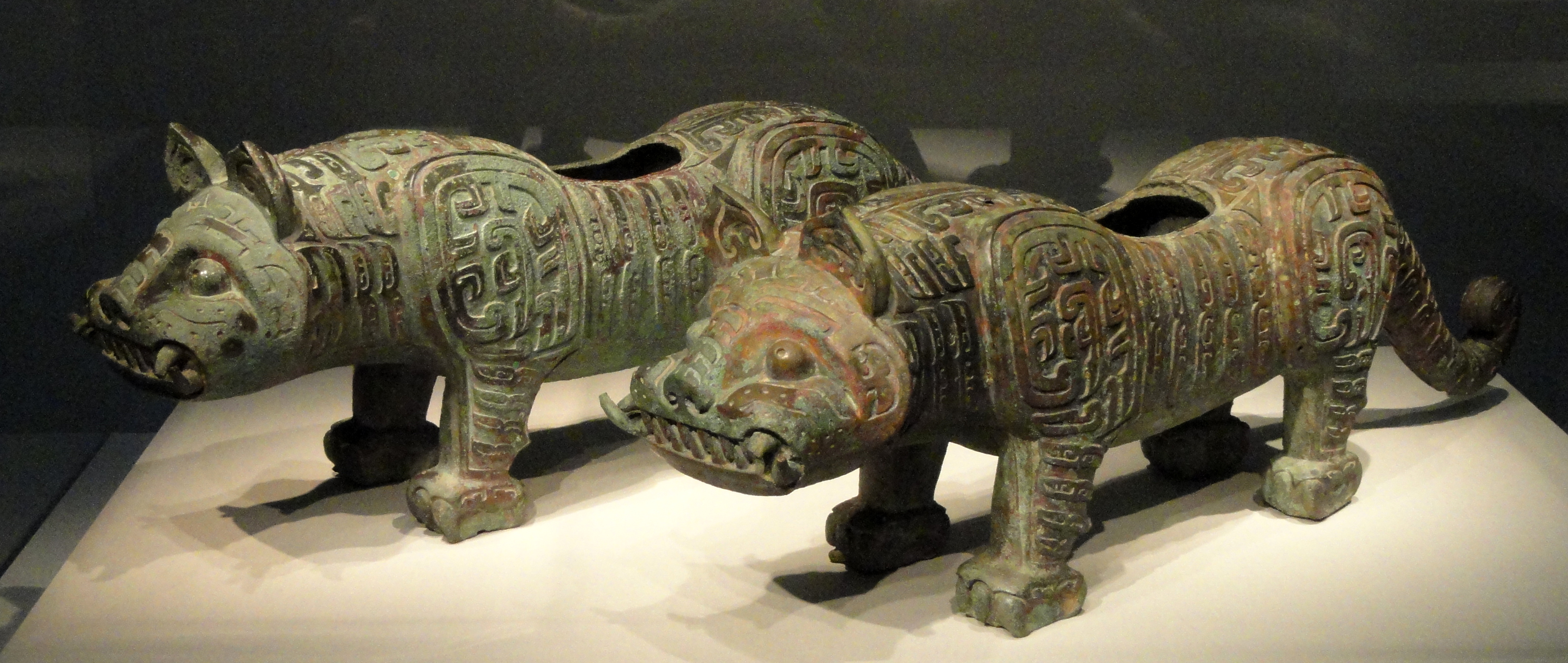
Supports en bronze en forme de tigres, Baoji, Shaanxi, milieu de la période des Zhou de l'Ouest, vers 900 av. J.-C

### Mandat du Ciel
Après avoir pris le pouvoir, les dirigeants de la dynastie Zhou ont introduit ce qui allait s'avérer être l'une des doctrines politiques les plus durables de l'Asie de l'Est, le concept du « Mandat du Ciel ». En effet, les premiers roi Zhou ont affirmé que c'est leur supériorité morale qui justifie leur prise du pouvoir aux dépens des Shang et la confiscation des territoires et des richesses de ces derniers, et que le ciel leur a imposé un mandat moral pour remplacer la précédente dynastie et assurer au peuple que le pays sera gouverné de manière juste.
Le Mandat du Ciel a été présenté par les rois Zhou comme un pacte religieux entre leur peuple et leur dieu suprême dans le ciel (lit: le « dieu du ciel »). Selon les Zhou, puisque la marche du monde des hommes est censée s'aligner avec celle des cieux, les cieux confèrent le pouvoir légitime à une seule personne, le roi de Zhou. En retour, ce roi est tenu de respecter les principes d'harmonie et d'honneur du ciel. Tout dirigeant qui échoue dans ce devoir, qui laisserait l'instabilité se glisser dans les affaires terrestres, ou qui laisserait son peuple souffrir, perdrait le mandat. Suivant cette doctrine politico-religieuse, c'est le dieu du ciel, et lui seul, qui a tout pouvoir pour retirer son soutien à tout dirigeant qui s'égare hors du chemin de l'harmonie et d'en trouver un autre, plus digne. De cette façon, c'est Shang Di, le dieu du ciel, qui légitime le changement de régime entre les Shang et les Zhou.
Si ce concept est utile aux Zhou pour légitimer leur pouvoir, ils sont obligés de reconnaître que n'importe quel groupe de dirigeants, y compris eux, peut être évincé s'ils viennent à perdre le mandat du ciel à cause de mauvaises pratiques. Le Classique des vers, qui est écrit au cours de la période Zhou, met clairement en garde la dynastie régnante contre ce risque.
L'un des devoirs et des privilèges du roi était de créer un calendrier royal. Ce document officiel définit les périodes fastes pour entreprendre des activités agricoles et célébrer les rituels. Mais les événements inattendus, tels que les éclipses solaires ou les catastrophes naturelles, qui contrarient ce calendrier, remettent en question le mandat de la maison régnante. Puisqu'ils sont des dirigeants qui prétendent que leur autorité vient du ciel, les Zhou ont fait de grands efforts pour acquérir une connaissance précise des étoiles et perfectionner le système astronomique sur lequel ils ont basé leur calendrier.

### Deux Rois, Trois Révérences
Les dynasties qui succèdent aux Zhou reprennent à leur compte la pratique connue sous le nom de Deux Rois, Trois Révérences (二王三恪), en anoblissant les familles régnantes déchues, tout comme les Zhou l'ont fait avec les Shang. Et les Zhou sont les premiers à en bénéficier, lorsque les empereurs de la dynastie Han confèrent le titre héréditaire de 周子南君 à Ji Jia (姬嘉), un descendant de leur famille royale. Par la suite, ce titre fut transmis aux descendants de Jia. De même, durant la Période des Cinq Dynasties et des Dix Royaumes, les Jin postérieurs ont attribué des duchés aux descendants des familles royales des dynasties Zhou, Sui et Tang.

### Descendants prétendus

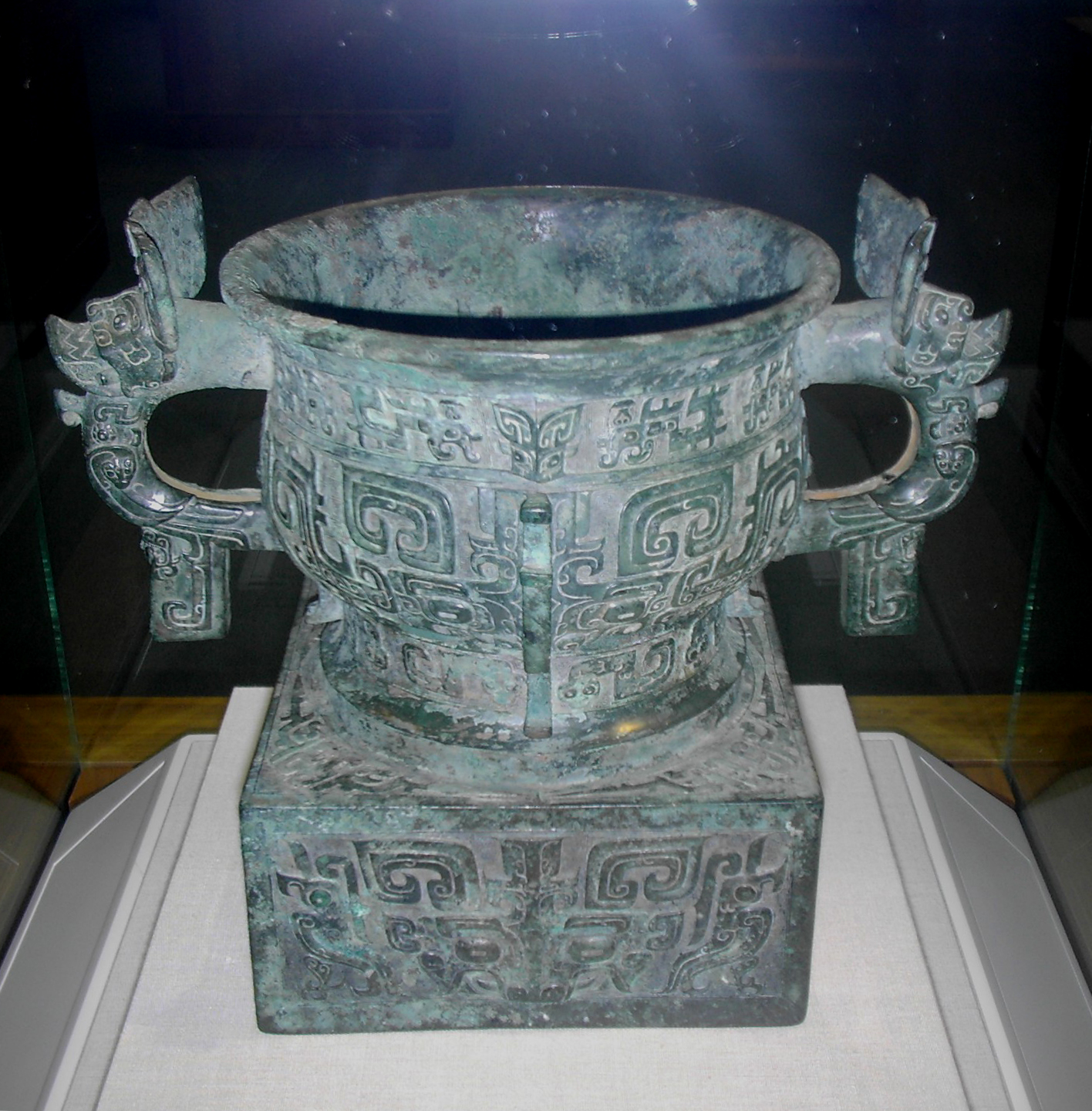
Vaisselle en bronze datant des Zhou occidentaux,

De nombreuses dynasties ont clamé être des descendants plus ou moins directs des rois Zhou, cette filiation étant vue comme une source de légitimation du pouvoir.
C'est ainsi que les membres du clan Liu, la famille royale de la dynastie Han, comptent dans leurs ancêtres le clan Li de Zhaojun et le clan Lu de Fanyang, tous deux originaires du Shandong, ainsi que le clan Yang de Hongnong (弘農楊氏), qui descendrait du duc Wu de Jin, et d'autres clans du Guanlong. Selon le nouveau livre des Tang, les empereurs de la dynastie Sui sont des descendants patrilinéaires des rois de la dynastie Zhou via ji Boqiao (伯僑), qui était le fils du Duc Wu de Jin. Après la chute des Sui, la famille de Ji Boqiao sera connue sous le sobriquet de « famille à la langue de mouton »(羊舌氏). Le clan des Yang de Hongnong fait aussi partie de ceux que les Sui revendiquent comme étant leurs ancêtres, ce qui leur permet de se lier en même temps aux Zhou et aux Han,,,,. Pour ce qui est des Tang, les successeurs des Sui, ils se relient également aux Zhou en prétendant être des descendants du clan Li de Longxi. Les empereurs de la dynastie Song ont aussi cherché à se relier aux Zhou en se proclamant descendants des clans Yang de Hongnong, Jia de Hedong et Xiang de Henei. Les Song se sont également proclamés descendants des Wang de Taiyuan, un clan datant de la dynastie Tang.
Les empereurs ne sont pas les seuls à chercher à se relier aux Zhou et plusieurs clans/familles puissantes se réclament de tel ou tel lignage de cette époque. C'est ainsi que le Prince Jin, le fils du roi Zhou Lingwang, est supposé être l'ancêtre de la lignée des Wang de Taiyuan Wang. Parmi les figures célèbres de cette famille, on trouve de nombreux moines et érudits bouddhistes, comme le moine Tanqian, mais aussi Wang Huan et Wang Jun qui a servi l'empereur Jin Huaidi de la dynastie Jin. Les rois de la dynastie Zhou sont également les ancêtres du clan Zhou de Runan et le clan Linghu de Dunhuang (敦煌令狐氏) descendrait du roi Zhou Wenwang, par le biais d'un de ses fils cadets, le duc Gao de Bi (畢公高). Le clan Zheng de Xingyang (滎陽鄭氏) serait également affilié aux Zhou via les souverains de l'État de Zheng, le marquisat de Xingyang ayant été créé pour Zheng Xi. Parmi les personnalités issues du clan Zheng de Xingyang, on trouve Zheng Wanjun, Zheng Yuzhong (Zheng Qiao), Zheng Jiong, Zheng Daozhao et Zheng Xi.
Même Mencius, le célèbre philosophe chinois, a des ancêtres directement liés à la famille royale des Zhou. La filiation est la suivante : Le Duc de Zhou a eu un fils nommé Bo Qin, qui a régné sur l'État de Lu. Qin a eu lui-même un fils qui est devenu le Duc Yang (魯煬公) de Lu. Ce Duc Yang est l'ancêtre du Duc Huan de Lu, dont le fils, Qingfu (慶父), est lui-même l'ancêtre de Mencius,,. Eu égard à l'influence de leur ancêtre et à leur ascendance royale, les descendants de Mencius ont reçu le titre de Wujing boshi (五經博士) sous la dynastie Han.
Pour plus de détails, voir l'arbre généalogique (en chinois) des descendants des Ducs de Zhou.

### Astronomie
Dans l'astronomie chinoise, les Zhou sont représentés par deux étoiles, à savoir Eta Capricorni (週一 Zhōu yī, « La Première Étoile de Zhou ») et 21 Capricorni (週二 Zhōu èr, « La Seconde Étoile de Zhou »), qui se trouvent toutes les deux dans l'astérisme des 12 États de la loge lunaire Xunu. La dynastie Zhou est également représentée par l'étoile Beta Serpentis (天市右垣五 Tiān Shì Yòu Yuán wu), qui est la cinquième étoile de l'astérisme du mur droit de l'enceinte du marché céleste.
Autre référence au Zhou, en astronomie chinoise, le terme de Zhoubo est parfois utilisé pour décrire l'apparition d'un astre nouveau. Habituellement, l'apparition d'un astre est un phénomène appelé « étoile invitée » par les astronomes chinois de l'Antiquité. Mais dans de rares circonstances, cet événement est personnifié sous le terme de Zhoubo (litt. « comte de Zhou »), auquel est attribuée une importance astrologique majeure. Généralement les Zhoubo sont des astres jaunes très lumineux, et sont considérés comme étant annonciateurs d'un événement important.